# Сражение при Меленьяно (1859)
Сражение при Меленьяно (фр. Bataille de Melegnano) 8 июня 1859 года последовало за отступлением австрийцев после их поражения при Мадженте (4 июня) и стало результатом попытки французов выяснить, планируют ли австрийцы покинуть всю Ломбардию или будут сопротивляться дальше.

## Развертывание сторон
После Мадженты VIII корпус фельдмаршал-лейтенанта фон Бенедека действовал как австрийский арьергард, в то время как основная армия отступала к Кьезе. Бенедек разместил бригаду генерал-майора барона Родена (5 батальонов, 8 орудий, 4 500) в Меленьяно, на дороге, которая шла на юго-восток от Милана в сторону Лоди. Ближайшие австрийские войска находились всего в десяти милях.
К 8 июня французы и пьемонтцы потеряли связь с основными силами отступающих австрийцев. Наполеон III решил отправить два корпуса — I-й корпус Бараге д’Илье и II-й корпус Мак-Магона по дороге из Милана в Меленьяно, чтобы попытаться найти их и выяснить, австрийцы отступают или нет.
Французские командиры знали, что Роден находится в Меленьяно, и решили попытаться атаковать с двух направлений. Мак-Магон должен был двигаться по главной дороге в сторону Меленьяно, затем прямо перед городом повернуть налево и обойти правый фланг Родена. Бараге д’Илье следовал за ним и атаковал с главной дороги. Обе атаки должны были быть скоординированы.
Оба корпуса продвигались медленно. Солдатам Мак-Магона пришлось двигаться по местности, пересеченной многочисленными канавами и заливными рисовыми полями, Бараге д’Илье пришлось пройти через обоз II-го корпуса, который заблокировал дорогу, попав под обстрел австрийских орудий из Меленьяно. Когда дивизия Базена (15 батальонов, 12 орудий) из 1-го корпуса наконец достигла города, Бараге д’Илье решил атаковать, не дожидаясь Мак-Магона.

## Ход сражения
В Меленьяно австрийцы заградили дороги, ведущие из Милана, в домах у городской ограды и в замке пробили отверстия для стрельбы, подготовили для обороны стену кладбища. Французы, подойдя к городу в 17:30, развернули три орудия и попытались обстрелять позиции противника, но были подавлены ответным огнём австрийской полубатареи.
Базен, убедившись в безрезультатности действия своих пушек, приказал атаковать в штыки. Первая французская атака силами трёх полков, с 1-м полком зуавов, шедшим впереди, закончилась неудачей. Солдаты Родена отразили атаку и у главного входа в город, и у кладбища, а затем контратаковали, заставив французов отступить. Неудачей закончилась и вторая атака, на этот раз подкрепленная резервом. Около 19:30 два полка Базена снова пошли в атаку на Меленьяно, и опять были отражены штыками защитников.
Вторая дивизия Бараге д’Илье под командованием генерала де Ладмиро (13 батальонов, 12 орудий) подошла к месту боя. Бараге д’Илье решил послать её в обход с фланга, в то время как Базен должен был снова атаковать в лоб.
Эта атака продвигалась медленно, так как солдаты де Ладмиро не смогли перейти вброд реку Ламбро и были вынуждены атаковать через мост. В конце концов они заставили солдат Родена отступить в старый замок города, а 1-й полк зуавов и 33-й линейный полк дивизии Базена наконец ворвались в город. Некоторые подразделения окруженных австрийцев продолжали сражаться, пытаясь пробить себе проход штыками, но частью были перебиты, частью пленены.
Когда появился Мак-Магон и стал обстреливать дорогу на Лоди, Роден приказал своим солдатам отступить. Французы вышли из Меленьяно, попытались преследовать отступивших австрийцев, но были остановлены бригадой генерал-майора фон Боэра (5 батальонов, 8 орудий).

## Результаты
Обе стороны понесли значительные потери. Французы потеряли 153 человека убитыми, 734 ранеными и 64 пропавшими без вести, всего 951. Австрийцы потеряли 120 человек убитыми и 240 ранеными, что намного меньше потерь, чем у французов; из 1114 пропавших без вести большинство было пленено.
Французам не удалось воспользоваться своим успехом, и в течение следующих нескольких дней они потеряли связь с отступающими австрийцами, поэтому последнее сражение войны при Сольферино (24 июня 1859 г.) стало неожиданностью для обеих сторон.